# Coppa Intercontinentale 2020 (pallacanestro)
La Coppa intercontinentale di pallacanestro 2020 si è disputata a San Cristóbal de La Laguna, sull'isola di Tenerife in Spagna.

## Formula
La formula prevede una Final Four, che include anche una sfida per il terzo posto.

## Squadre
Al torneo partecipano quattro squadre. Per la seconda volta, l'NBA ha deciso di far partecipare il vincitore della NBA G League, piuttosto che il proprio campione. Mentre i vincitori dell'Euroleague non sono stati ammessi a partecipare a competizioni organizzate dalla FIBA, a causa degli scontri tra le due organizzazioni.
| Squadra                  | Qualificazione                             |
| ------------------------ | ------------------------------------------ |
| San Lorenzo              | Vincitore della FIBA Americas League 2019  |
| Virtus Bologna           | Vincitori della Champions League 2018-2019 |
| Rio Grande Valley Vipers | Vincitori della NBA G League 2018-2019     |
| Club Baloncesto Canarias | squadra ospitante                          |

## Tabellone
|  | Semifinali        | Semifinali        | Semifinali  |             |                | Finale             | Finale             | Finale             |  |
|  |                   |                   |             |             |                |                    |                    |                    |  |
|  | Virtus Bologna    | Virtus Bologna    | 75          |             |                |                    |                    |                    |  |
|  | Virtus Bologna    | Virtus Bologna    | 75          |             |                |                    |                    |                    |  |
|  | San Lorenzo       | San Lorenzo       | 57          |             |                |                    |                    |                    |  |
|  | San Lorenzo       | San Lorenzo       | 57          |             | Virtus Bologna | Virtus Bologna     | 72                 |                    |  |
|  |                   |                   |             |             | Virtus Bologna | Virtus Bologna     | 72                 |                    |  |
|  |                   |                   | CB Canarias | CB Canarias | 80             |                    |                    |                    |  |
|  | CB Canarias       | CB Canarias       | CB Canarias | CB Canarias | 80             | 110                |                    |                    |  |
|  | CB Canarias       | CB Canarias       |             |             |                | 110                |                    |                    |  |
|  | Rio Grande Valley | Rio Grande Valley | 89          |             |                | Finale terzo posto | Finale terzo posto | Finale terzo posto |  |
|  | Rio Grande Valley | Rio Grande Valley | 89          |             |                |                    |                    |                    |  |
|  |                   |                   |             |             |                |                    |                    |                    |  |
|  |                   |                   |             |             |                | San Lorenzo        | San Lorenzo        | 96                 |  |
|  |                   |                   |             |             |                | San Lorenzo        | San Lorenzo        | 96                 |  |
|  |                   |                   |             |             |                | Rio Grande Valley  | Rio Grande Valley  | 90                 |  |

### Semifinali
| Arbitri: | Jorge Vázquez Matthew Kallio Mārtiņš Kozlovskis |

|                                              |            |                                            |
| Hunter 16 Ricci 10 Marble, Marković, Weems 9 | Punti      | 16 Tucker 10 González, Vildoza 8 Fjellerup |
| Marble, Marković 4                           | Assist     | 3 Batista, Vildoza                         |
| Ricci 10                                     | Rimbalzi   | 5 Batista, Fjellerup                       |
| Aleksandar Đorđević                          | Allenatori | Néstor García                              |

| Arbitri: | Aleksandar Glišić Omar Bermúdez Mariscal Georgios Poursanidis |

|                                    |            |                                              |
| Yusta 31 Lundberg 18 Shermadini 15 | Punti      | 15 Brown 13 Martin, Roach, Taylor 12 Sampson |
| Huertas 9                          | Assist     | 7 Taylor, Thornwell                          |
| Shermadini 8                       | Rimbalzi   | 6 Martin                                     |
| Txus Vidorreta                     | Allenatori | Mahmoud Abdelfattah                          |

### Finale 3º/4º posto
| Arbitri: | Antonio Conde Omar Bermúdez Mariscal Mārtiņš Kozlovskis |

|                                          |            |                              |
| Tucker 21 Fjellerup 13 González, Mata 11 | Punti      | 19 Taylor 16 Martin 14 Brown |
| Aguirre 7                                | Assist     | 4 Roach, Taylor              |
| Mata 8                                   | Rimbalzi   | 10 Martin                    |
| Néstor García                            | Allenatori | Mahmoud Abdelfattah          |

### Finale
| Arbitri: | Jorge Vázquez Aleksandar Glišić Matthew Kallio |

|                                                  |            |                                   |
| Teodosić 15 Gamble, Ricci 12 Marble, Marković 11 | Punti      | 23 Huertas 18 Shermadini 12 Salin |
| Teodosić 8                                       | Assist     | 3 Huertas, Lundberg, Salin        |
| Ricci 8                                          | Rimbalzi   | 7 Shermadini, White               |
| Aleksandar Đorđević                              | Allenatori | Txus Vidorreta                    |

| Quintetto titolare  | Quintetto titolare | Quintetto titolare  | Pt   | Rim  | Ass  |
| ------------------- | ------------------ | ------------------- | ---- | ---- | ---- |
| P                   | 9                  | Stefan Marković     | 11   | 1    | 7    |
| P                   | 44                 | Miloš Teodosić      | 15   | 7    | 8    |
| AP                  | 34                 | Kyle Weems          | 2    | 2    | 1    |
| A                   | 11                 | Giampaolo Ricci     | 3    | 1    | 1    |
| C                   | 45                 | Julian Gamble       | 12   | 5    | 1    |
| Panchina:           |                    |                     |      |      |      |
| GA                  | 3                  | Devyn Marble        | 11   | 2    | 2    |
| P                   | 6                  | Alessandro Pajola   | 0    | 2    | 1    |
| AC                  | 8                  | Filippo Baldi Rossi | 3    | 1    | 1    |
| C                   | 12                 | Marcos Delía        | 2    | 1    | 0    |
| PG                  | 25                 | David Cournooh      | 0    | 0    | 0    |
| AC                  | 32                 | Vince Hunter        | 4    | 2    | 0    |
| A                   | 35                 | Stefan Nikolić      | n.e. | n.e. | n.e. |
| Allenatore:         |                    |                     |      |      |      |
| Aleksandar Đorđević |                    |                     |      |      |      |

| Virtus Bologna |  | Iberostar Tenerife |

| Virtus Bologna | Statistiche        | Iberostar Tenerife |
| -------------- | ------------------ | ------------------ |
|                | Statistiche        |                    |
| 16/34 (47.1%)  | Tiro da 2          | 17/39 (43.6%)      |
| 9/28 (32.1%)   | Tiro da 3          | 9/26 (34.6%)       |
| 13/20 (65.0%)  | Tiri liberi        | 19/24 (79.2%)      |
| 10             | Rimbalzi offensivi | 16                 |
| 23             | Rimbalzi difensivi | 30                 |
| 33             | Rimbalzi totali    | 46                 |
| 22             | Assist             | 12                 |
| 15             | Palle perse        | 18                 |
| 8              | Palle rubate       | 11                 |
| 3              | Stoppate           | 0                  |
| 23             | Falli              | 18                 |

| Vincitrice Coppa Intercontinentale 2020 |
| --------------------------------------- |
| Canarias Tenerife (2º titolo)           |

| Quintetto titolare | Quintetto titolare | Quintetto titolare | Pt   | Rim  | Ass  |
| ------------------ | ------------------ | ------------------ | ---- | ---- | ---- |
| P                  | 9                  | Marcelinho Huertas | 23   | 6    | 3    |
| G                  | 10                 | Sasu Salin         | 12   | 2    | 3    |
| AP                 | 4                  | Santiago Yusta     | 3    | 6    | 0    |
| AG                 | 30                 | Aaron White        | 10   | 7    | 2    |
| C                  | 31                 | Giōrgos Mpogrīs    | 0    | 5    | 0    |
| Panchina:          |                    |                    |      |      |      |
| G                  | 1                  | Gabriel Lundberg   | 8    | 5    | 3    |
| C                  | 19                 | Giorgi Shermadini  | 18   | 7    | 0    |
| G                  | 25                 | Álex López         | n.e. | n.e. | n.e. |
| C                  | 35                 | Fran Guerra        | 0    | 0    | 0    |
| P                  | 91                 | Alberto Cabrera    | n.e. | n.e. | n.e. |
| AG                 | 93                 | Álex Suárez        | 0    | 0    | 0    |
| AP                 | 94                 | Lahaou Konaté      | 6    | 3    | 1    |
| Allenatore:        |                    |                    |      |      |      |
| Txus Vidorreta     |                    |                    |      |      |      |

## Formazione vincitrice
| Iberostar Tenerife | Iberostar Tenerife |
| Giocatori          | Staff tecnico      |
| ------------------ | ------------------ |

| N. | Naz.                                   | Ruolo | Nome               | Anno | Alt.   | Peso   |  |
| -- | -------------------------------------- | ----- | ------------------ | ---- | ------ | ------ |  |
| 1  | Danimarca (bandiera)                   | G     | Gabriel Lundberg   | 1994 | 193 cm | 92 kg  |  |
| 4  | Spagna (bandiera)                      | AP    | Santiago Yusta     | 1997 | 201 cm | 84 kg  |  |
| 9  | Brasile (bandiera) · Italia (bandiera) | P     | Marcelinho Huertas | 1983 | 191 cm | 85 kg  |  |
| 10 | Finlandia (bandiera)                   | G     | Sasu Salin         | 1991 | 190 cm | 86 kg  |  |
| 11 | Spagna (bandiera)                      | AP    | Dani Díez          | 1993 | 201 cm | 96 kg  |  |
| 12 | Polonia (bandiera)                     | AG    | Tomasz Gielo       | 1993 | 205 cm | 106 kg |  |
| 19 | Georgia (bandiera)                     | C     | Giorgi Shermadini  | 1989 | 217 cm | 120 kg |  |
| 25 | Spagna (bandiera)                      | G     | Álex López         | 1991 | 189 cm | 89 kg  |  |
| 30 | Stati Uniti (bandiera)                 | AG    | Aaron White        | 1992 | 206 cm | 104 kg |  |
| 31 | Grecia (bandiera)                      | C     | Giōrgos Mpogrīs    | 1989 | 210 cm | 109 kg |  |
| 35 | Spagna (bandiera)                      | C     | Fran Guerra        | 1992 | 214 cm | 113 kg |  |
| 91 | Spagna (bandiera)                      | P     | Alberto Cabrera    | 1998 | 178 cm |        |  |
| 93 | Spagna (bandiera)                      | AG    | Álex Suárez        | 1993 | 206 cm | 101 kg |  |
| 94 | Francia (bandiera)                     | AP    | Lahaou Konaté      | 1991 | 196 cm | 80 kg  |  |

| Allenatore |
| - Txus Vidorreta                                                                                                  |
| Assistente/i |
| - Marco Antonio Justo - Santiago Lucena - Nacho Yáñez Legenda - (C) Capitano - (IN) Inattivo - Infortunato Roster |

## MVP
- /  Marcelinho Huertas[2]